# Promachus chalcops
Promachus chalcops är en tvåvingeart som beskrevs av Speiser 1910. Promachus chalcops ingår i släktet Promachus och familjen rovflugor.
Artens utbredningsområde är Tanzania. Inga underarter finns listade i Catalogue of Life.